# こどものうた ベスト・セレクション
『こどものうた ベスト・セレクション』は、コロムビアミュージックエンタテインメントから発売されている子供の歌のアルバムのシリーズ。全3タイトル。2006年9月27日発売。

## 作品

### こどものうた ベスト・セレクション 1 〜アンパンマンのマーチ〜
- ジャケット写真の枠の色は、青。
- 規格商品番号は、COCX-33878。
- 1.アンパンマンのマーチ
  - 歌：橋本潮
- 2.このゆびとまれ
  - 歌：関俊彦、瀧本瞳
- 3.公園にいきましょう
  - 歌：坂田おさむ、ひまわりキッズ
- 4.勇気りんりん
  - 歌：橋本潮、ひまわりキッズ
- 5.バスにのって
  - 歌：たにぞう、森の木児童合唱団
- 6.動物園へ行こう
  - 歌：水木一郎、東京放送児童合唱団
- 7.ジャングル・ポケット
  - 歌：坂田おさむ
- 8.くじらのとけい
  - 歌：林アキラ、森みゆき
- 9.ぱわわぷたいそう
  - 歌：影山ヒロノブ、木村真紀、森の木児童合唱団 掛け声：小嶋信之
- 10.じゅげむ
  - 歌：中尾隆聖
- 11.ぼくは忍者
  - 歌：坂田おさむ
- 12.アルゴリズムたいそう&こうしん
  - 歌：しゅんすけとけん太
- 13.およげ!たいやきくん～パラパラ2001～
  - 歌：mojo
- 14.はたらくくるま1
  - 歌：堀江美都子、森の木児童合唱団
- 15.ちかてつ
  - 歌：中右貴久、橋本潮
- 16.ドラネコロックンロール
  - 歌：神崎ゆう子、坂田おさむ
- 17.線路は続くよどこまでも
  - 歌：森の木児童合唱団
- 18.ともだち賛歌
  - 歌：コロムビアゆりかご会
- 19.チェッチェッコリ
  - 歌：水木一郎、コロムビアゆりかご会
- 20.カレーライスのうた
  - 歌：田中真弓、森の木児童合唱団
- 21.やきいもグーチーパー
  - 歌：コロムビアゆりかご会
- 22.北風小僧の寒太郎
  - 歌：大倉正丈、コロムビアゆりかご会
- 23.世界中のこどもたちが
  - 歌：中山圭以子、瀬戸口清文、森の木児童合唱団、セトちゃんず
- 24.勇気100％
  - 歌：高山成孝、東京放送児童合唱団
- 25.大きな古時計
  - 歌：林アキラ

### こどものうた ベスト・セレクション 2 〜となりのトトロ〜
- ジャケット写真の枠の色は、赤。
- 規格商品番号は、COCX-33879。
- 1.となりのトトロ
  - 歌：山野さと子
- 2.ヤッホ・ホー
  - 歌：山野さと子、曽我泰久、森の木児童合唱団
- 3.まねっこピーナッツ
  - 歌：西村ちなみ
- 4.みんなとあそぼ
  - 歌：たにぞう&みゆう
- 5.パパパ
  - 歌：山野さと子、松野太紀
- 6.パンダうさぎコアラ
  - 歌：山野さと子、森の木児童合唱団
- 7.ひげじいさんのうた
  - 歌：堀江美都子
- 8.ぴっとんへべへべ
  - 歌：木村真紀、森の木児童合唱団
- 9.さんぽ
  - 歌：山野さと子、杉並児童合唱団
- 10.しまうまグルグル
  - 歌：林アキラ
- 11.どんなかお
  - 歌：森みゆき、坂田おさむ
- 12.ハグしちゃお
  - 歌：山野さと子、森の木児童合唱団
- 13.ハッピー・ジャムジャム
  - 歌：くまいもとこ、森の木児童合唱団
- 14.きのこ
  - 歌：山野さと子
- 15.とんでったバナナ
  - 歌：森みゆき
- 16.南の島のハメハメハ大王
  - 歌：堀江美都子、こおろぎ'73
- 17.アイアイ
  - 歌：神崎ゆう子、坂田おさむ
- 18.きのぼりコアラ
  - 歌：山野さと子、森の木児童合唱団
- 19.おばけなんてないさ
  - 歌：田中真弓
- 20.だれにだっておたんじょうび
  - 歌：山野さと子、東京放送児童合唱団
- 21.どんな色がすき
  - 歌：坂田おさむ、ひまわりキッズ
- 22.ドレミの歌（DO-RE-MI）
  - 歌：伊東恵理、森の木児童合唱団
- 23.夢のパレード
  - 歌：山野さと子、曽我泰久
- 24.あの青い空のように
  - 歌：山野さと子、森の木児童合唱団
- 25.君をのせて
  - 歌：土居裕子

### こどものうた ベスト・セレクション 3 〜ミッキーマウス・マーチ〜
- ジャケット写真の枠の色は、緑。
- 規格商品番号は、COCX-33880。
- 1.ミッキーマウス・マーチ
  - 歌：山野さと子、橋本潮、瀧本瞳、こおろぎ'73、森の木児童合唱団
- 2.おしりフリフリ
  - 歌：松野太紀、瀧本瞳、森の木児童合唱団
- 3.お～い!
  - 歌：関俊彦、山野さと子、のくちキッズ
- 4.ぼくのミックスジュース
  - 歌：林アキラ、スカッシュ
- 5.ホ!ホ!ホ!
  - 歌：森みゆき
- 6.そうだったらいいのにな
  - 歌：神崎ゆう子、坂田おさむ、東京放送児童合唱団
- 7.バナナのおやこ
  - 歌：森みゆき、坂田おさむ、瀬戸口清文
- 8.朝いちばん早いのは
  - 歌：林アキラ
- 9.手のひらを太陽に
  - 歌：森の木児童合唱団、コロムビア男声合唱団
- 10.タンポポ団にはいろう!!
  - 歌：坂田おさむ、ひまわりキッズ
- 11.おべんとうばこのうた
  - 歌：神崎ゆう子、坂田おさむ
- 12.あ・い・う・え・おにぎり
  - 歌：山野さと子、ひまわりキッズ
- 13.バスごっこ
  - 歌：宍倉正信、岡田恭子
- 14.ハム太郎とっとこうた
  - 歌：ハムちゃんず
- 15.アンパンマンたいそう
  - 歌：山野さと子、瀧本瞳、森の木児童合唱団
- 16.おどるポンポコリン
  - 歌：山野さと子、大滝秀則
- 17.げんきひゃっぱい
  - 歌：神崎ゆう子、坂田おさむ
- 18.ラジャ・マハラジャー
  - 歌：くまいもとこ
- 19.すずめがサンバ
  - 歌：山野さと子、松野太紀、前田愛
- 20.五匹のこぶたとチャールストン
  - 歌：森みゆき
- 21.チキ・チキ・バン・バン
  - 歌：山野さと子、中右貴久、ひまわりキッズ
- 22.虹のむこうに
  - 歌：山野さと子、岡幸二郎、東京放送児童合唱団
- 23.小さな世界
  - 歌：山野さと子、橋本潮、中右貴久、高山成孝、ひまわりキッズ
- 24.切手のないおくりもの
  - 歌：春口雅子、杉並児童合唱団
- 25.思い出のアルバム
  - 歌：土居裕子、白井安莉紗、大澤秀坪、小村知帆、森の木児童合唱団